# Théophile Cazenove
Théophile Cazenove (13 octobre 1740, Amsterdam – 6 mars 1811, Paris), est un financier néerlandais d'origine française. En 1791, il conseilla des investisseurs hollandais d’acheter de vastes terres dans l'État de New York et en Pennsylvanie, premier représentant de la Holland Land Company (en).

## Biographie
Théophile Cazenove, fils de Théophile Cazenove (1708-1760) était issu d’une famille de négociants de textile, tissus en soie, cacao, blé et banquiers établis à Amsterdam.  En 1734, son père épousa Maria de Rapin , fille du huguenot français-suisse Paul de Rapin de Thoyras. Il a acheté plusieurs plantages dans la colonie de Berbice: Nova Caza, Don Carlos et Thoyras.
Actif dans le commerce et la finance, Théophile développa des affaires à Allemagne, Italie, France, Angleterre, Suisse, et dans les Berbice. En 1760, Théophile et son frère Charles, deux de son six fils, reprirent l’entreprise familiale, qui collaborait avec leur oncles Jean et David sous la raison sociale Cazenove, Clavière et Fils, une maison de commerce et de banque basée à Genève,. Théophile subit de lourdes pertes lors de la crise bancaire d’Amsterdam de 1763, ayant collaboré avec Hope & Co.

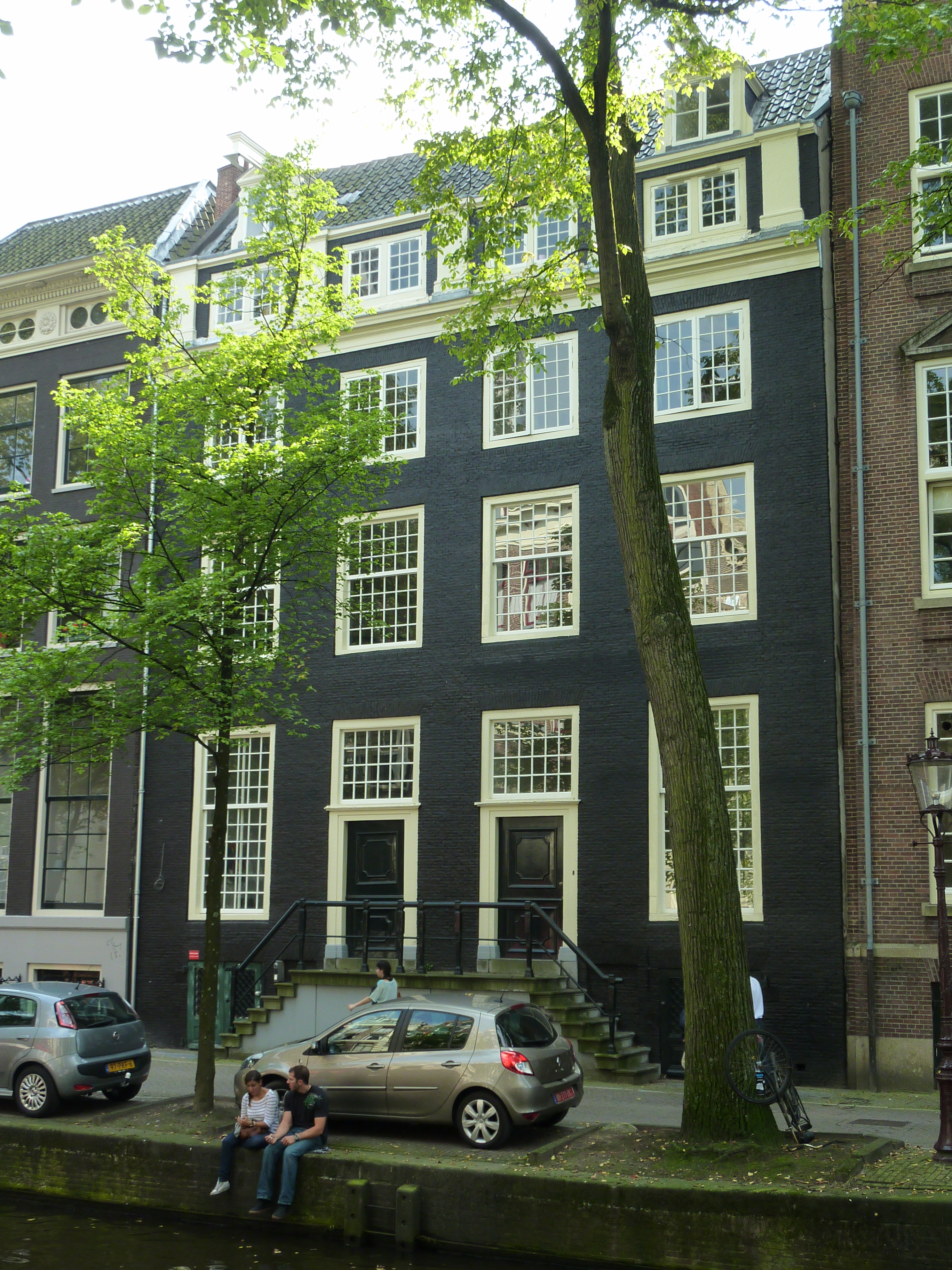
Amsterdam-Raamgracht 8, une ancienne église clandestine

En 1763, Théophile épouse  Margaretha Helena van Jever (1748-1833), la jeune fille d'un riche négociant en Russie, membre de la Vroedschap d'Amsterdam. Il a vendu sa maison à Raamgracht en 1766 et déplacé vers Prinsengracht (508). En 1766, son frère Charles entra au service de la Compagnie danoise des Indes orientales et quitta l’Europe pour Hooghly, le Bengale-Occidental. Cazenove fait faillite en janvier 1770 et parvient à un accord avec ses créanciers. Dans la même année, son portrait est peint par Jean-Baptiste Perronneau qui a également représenté ses deux fils en 1780. Après la mort de son beau-parents, il s'implique dans une plantation St. Domingo au Surinam.
Le 12 février 1785 il a présenté une Mémoire à Calonne, le contrôleur général des finances & à Lenoir, lieutenant général de police, par Théophile Cazenove, banquier à Amsterdam; Et. Clavière l'ainé, actuellement à Paris; J.J. Clavière, le jeune banquier à Bruxelles , .

### États-Unis
En mai 1788 Clavière fait un plan d'observations pour Jacques Pierre Brissot pour rassembler « plus de détails, de comparaisons, de calculs, de faits et de preuves que ce que les voyageurs rassemblent généralement dans les États-Unis ». Brissot voyage aux États-Unis entre juin 1788 et janvier 1789.
On 30 novembre 1789, Cazenove signa un contrat avec ses mandataires et partit l’année suivante pour Philadelphie, alors capitale provisoire des États-Unis (Treize Colonies). Cazenove fut mandaté par Pieter Stadnitski (en) pour se rendre aux États-Unis lui même en tant qu'agent de placement au service de Stadnitski et d'autres investisseurs néerlandais[réf. nécessaire]. Il devint alors l'agent de la Holland Land Company (en).

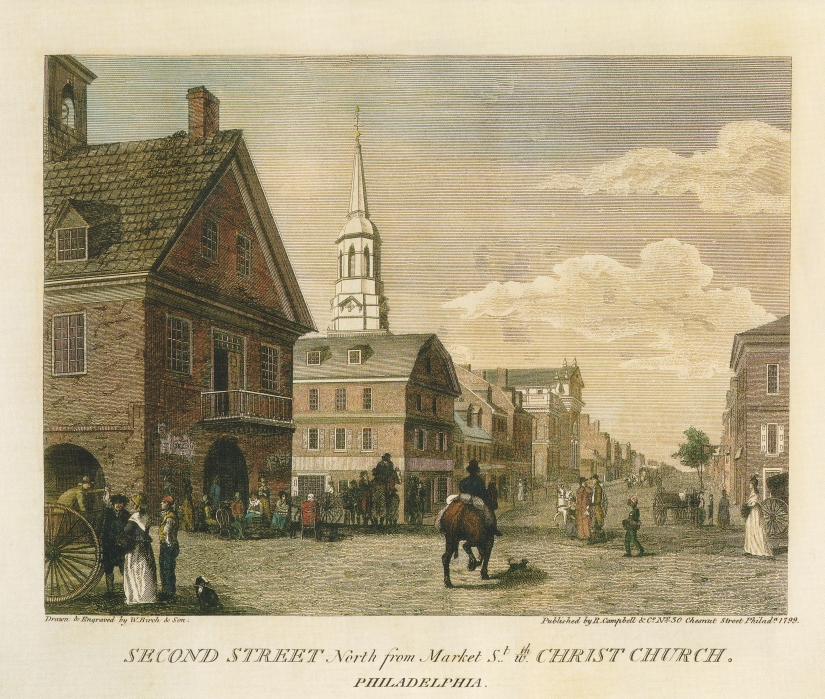
Market Street (1799)

Il arrive en mars 1790 et traita avec le financier Robert Morris jr, surintendant des Finances des États-Unis. Il dîna avec Morris, Thomas Jefferson, Alexander Hamilton, John Jay, John Quincy Adams, etc. le 30 juin 1790. Il traversa plusieurs difficultés financières, en raison d'investissements risqués liés à la guerre d'indépendance américaine. Décrit comme imprudent malgré un train de vie fastueux, il porta d’abord son attention sur la dette de Caroline du Sud, tandis que son compagnon de voyage, Gerrit Boon, s’établit dans New York State.
En 1792, Cazenove investit les fonds de ses clients dans des obligations de développement émises par les nouveaux États et le gouvernement fédéral, après qu'Alexander Hamilton eut promis de rembourser intégralement la dette publique. Un autre investissement risqué consista à acquérir de vastes étendues de terres inexploitées dans le comté de Genesee, incluant la Holland Purchase. Durant son séjour, Cazenove fit la connaissance de Talleyrand, alors réfugié à Philadelphie depuis quelques mois, et Beaumetz. Cazenove lui demande en juin 1794 de lui faire un rapport détaillé sur l'état des terrains à vendre dans le Maine, le seul des treize États à autoriser l'acquistion de terre par des étrangers, qu'il traverse, avec Beaumetz et Jan Huydecoper.

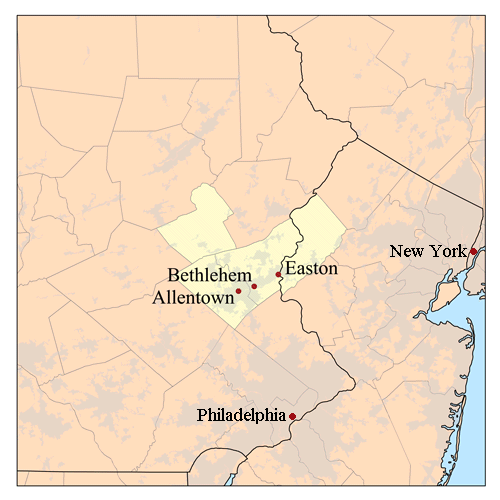
Allentown-Bethlehem-Easton metropolitan area map

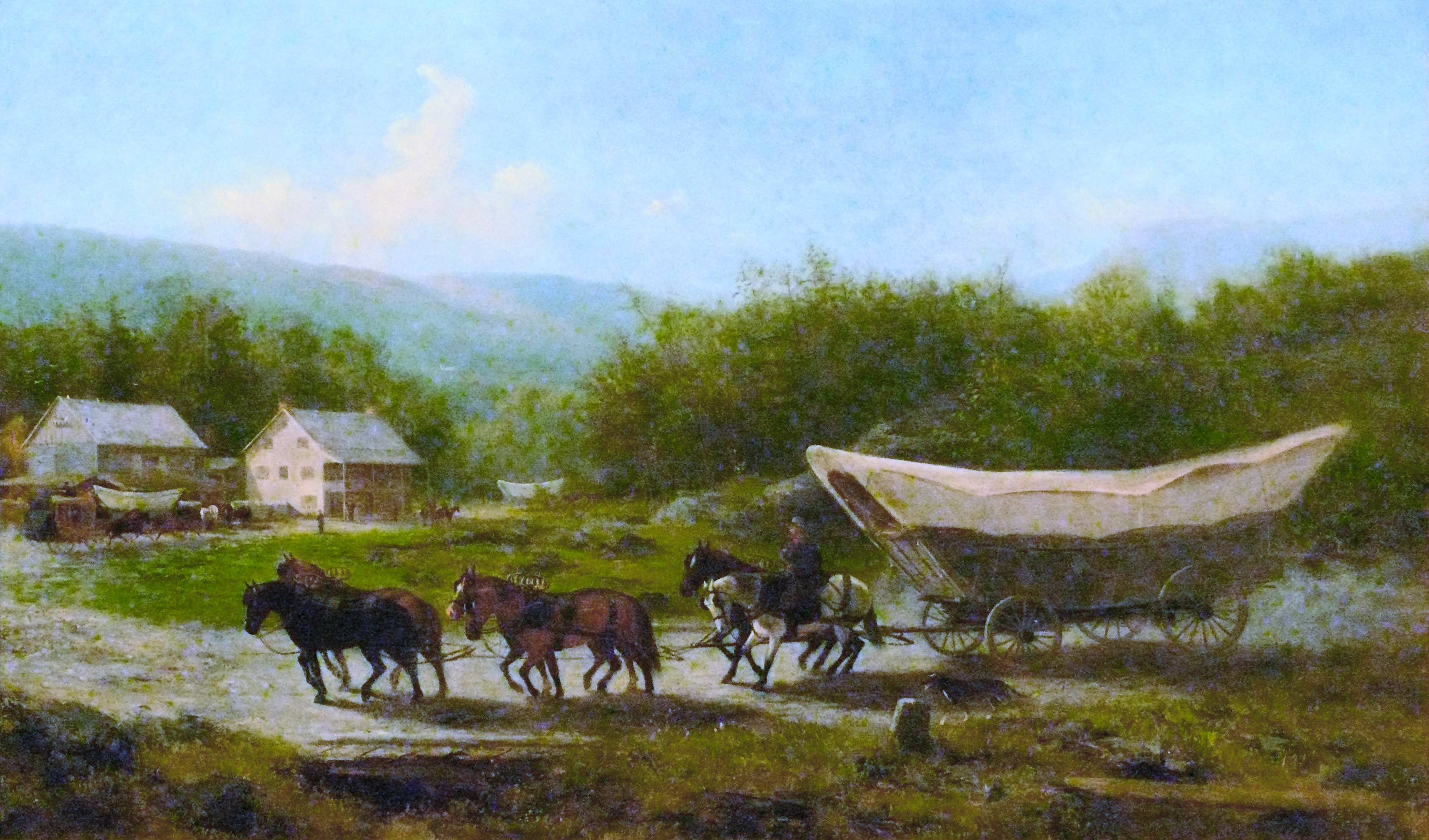
Wagon

Pour mener à bien ces acquisitions complexes—souvent entravées par des revendications autochtones—Cazenove fit appel aux conseils juridiques de Hamilton, puis de Aaron Burr. Cependant, Alexander Baring le dépeignit de manière peu flatteuse : « Cazenove is a sad dirty fellow and does all the mischief he can. En octobre il part de New York, Easton, Bethlehem.
» Ne pouvant acheter en tant qu’étranger, il obtint la citoyenneté américaine en 18 décembre 1794. Le Cazenove Journal (1794) offre une perspective unique sur la vie en Amérique à cette époque, y compris des descriptions du paysage, des habitants et des coutumes de la région. Il a voyagé avec un carrosse, cinq cheveaux et trois hommes. Les observations de Cazenove sont richement détaillées et offrent un aperçu du climat social et culturel de l’époque. Il décrit toujours la valeur des terres agricoles, le type de cultures, la population, le nombre d'églises et d'écoles et la qualité des routes et des auberges.
Cazenove menait un train de vie de « grand seigneur » et était connu pour son extrême négligence. Ses affaires dans le commerce du sirop d'érable et le développement des canaux ne furent guère fructueuses, les investisseurs réalisant à peine de bénéfices. Il perdit même de l'argent dans des transactions foncières en Pennsylvanie qu'il avait organisées avec James Wilson. De plus, il eut des difficultés à justifier la gestion des fonds qui lui avaient été confiés.
Durant cette période, il facilita l’installation de ses cousins genevois à Philadelphie. En 1798, il engagea Joseph Ellicott (en), mais fut rapidement remplacé par Paolo Busti (en). Busti succéda à Théophile Cazenove, qui contraint par son incompétence, retourna en Europe en 1799.

### Paris
Après son retour, Cazenove agit comme conseiller et archiviste du "Club de banquiers" jusqu'en 1801. Théophile Cazenove, que Talleyrand avait connu aux États-Unis et fait venir à Paris, était employé à des besognes secrètes, dont les plus fréquentes étaient les coups de Bourse. Ou sur les questions relatives à l'Amérique et la Hollande. Talleyrand a spécifiquement utilisé ses services lors de la négociation de la vente de la Louisiane aux États-Unis en 1803. En février 1803, il reçoit la visite de sa belle-sœur Louise Constance de Constant de Rebecque à Hôtel de Galliffet. Il s’éteint le 6 mars 1811 dans la rue du Bac, no. 84, un pavillon détruit à l'entrée du jardin, l'ancien 10e arrondissement de Paris, mort pauvre et abandonné par Talleyrand?
Plusieurs lieux aux États-Unis portent son nom en hommage : la ville de Cazenovia, le village de Cazenovia, New York, la ville de Cazenovia (Wisconsin), ainsi que le Cazenovia Creek (en) et le Cazenovia Lake (en).

## Sources
- (en) Cet article est partiellement ou en totalité issu de l’article de Wikipédia en anglais intitulé « Theophilus Cazenove » (voir la liste des auteurs).